# Paul Durand-Ruel
Paul Durand-Ruel (31. října 1831, Paříž, Francie – 5. února 1922, Paříž, Francie) byl francouzský obchodník s uměním spojený s impresionisty a barbizonskou školou. Byl první kdo podporoval umělce jako byli Claude Monet, Camille Pissarro a Pierre August Renoir. Je znám svými inovacemi v modernizaci uměleckých trhů a je obecně považován za nejdůležitějšího obchodníka s uměním 19. století. Ambiciózní podnikatel, Durand-Ruel, kultivoval mezinárodní zájem o francouzské umělce zřizováním uměleckých galerií a výstav v Londýně, New Yorku, Berlíně a Bruselu. Dále se podílel na decentralizaci uměleckých trhů ve Francii, která byla před polovinou 19. století monopolizována systémem „Salon“.

## Mládí a kariéra
Paul-Marie-Joseph Durand-Ruel se narodil v Paříži jako syn Jeana Marie Fortuné Duranda a Marie Ferdinande Ruel. Jeho rodiče, kteří si v roce 1839 otevřeli obchod s uměním, používali pro rodinný podnik název „Durand-Ruel“. V roce 1851 se Paul zapsal na vojenskou školu „Ecole Militaire de Saint-Cyr“, ale ze zdravotních důvodů byl krátce poté nucen odejít V roce 1862 se oženil s Jeanne Marie Evou Lafonovou; pár měl krátce poté své první dítě.

## Kariéra
V roce 1865 převzal Paul rodinný podnik, který zastupoval umělce jako Camille Corot a další osobnosti barbizonské školy francouzské krajinomalby. V roce 1867 přesunul svou galerii z 1. rue de la Paix v Paříži do 16. rue Laffitte s pobočkou na 111. rue Le Peletier. Během šedesátých a počátku sedmdesátých let 19. století byl Durand-Ruel důležitým obhájcem a úspěšným obchodníkem s uměním barbizonské školy, ale je nejznámější je svým vztahem se skupinou malířů, kteří se stali známými jako impresionisté.

### Systém pařížských Salonů
Až do přelomu 20. století byl francouzský „Salon System“ primární institucí pro vystavování umění ve veřejné sféře. Francouzský systém Salon des artistes français založený v roce 1667 byl účinným nástrojem pro financování a marketing nových umělců, byl zcela centralizován a spoléhal se na stát a francouzskou akademii (Académie royale de peinture et de sculpture). Systém ovšem některým umělcům v zásadě ztěžoval získání popularity. Impresionisté byli první skupinou umělců vyloučených ze systému, kteří úspěšně zahájili řadu vlastních, na státu nezávislých uměleckých výstav mimo státem sponzorovaný systém, a to s pomocí Paula Durand-Ruela a dalších prodejců. Výstavy se opíraly o nový obchodní model volného trhu, kde by si umělci ponechali výnosy z vlastního prodeje, a úspěch výstavy se opíral spíše o tržní poptávku po umění než o recenze státu. Vznik vztahu mezi obchodníky a umělci a nezávislé výstavy začínající v 70. letech 19. století rozbily monopolní moc Salonu a zahájily novou éru trhů s uměním.

### La Belle École z roku 1830
Před svou podporou impresionistů zahájil Durand-Ruel svou kariéru v roce 1830 kampaní zaměřenou na zvýšení prestiže umění v době označované jako „krásná doba – La Belle École“. Svou kampaní podporoval skupinu umělců známých svým romantismem a krajinomalbou. Patřili sem malíři Jean-Baptiste-Camille Corot, Théodore Rousseau, Jean-François Millet, Eugéne Delacroix a Gustave Courbet. Durand-Ruel během 60. a 70. let 19. století kupoval díla těchto umělců a podařilo se mu vytvořit úctyhodnou sbírku: do roku 1874 koupil 432 děl Delacroix, Corot a Rousseau. Sám se ovšem dostal do finanční tísně. Přesto se stále snažil umělce podporovat, vyvinul celkem sedm inovativních principů pro podporu a zvýšení hodnoty umění. Díky organizování mezinárodních výstav a vedení veřejné diskuze o umění se investice Durand-Ruela do skupiny „La Belle École“ ukázala jako nesmírně výnosná a pomohla financovat jeho pozdější podporu impresionistů.

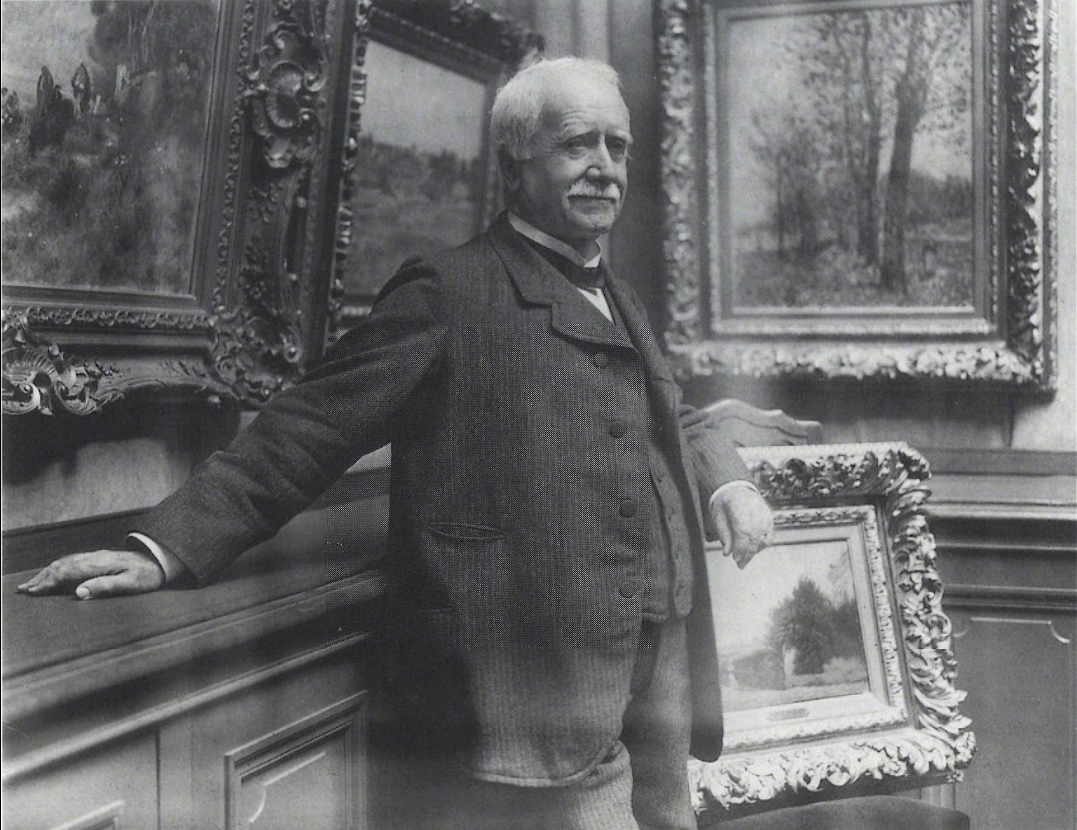
Paul Durand-Ruel ve své galerii v roce 1910. Foto Dornac.

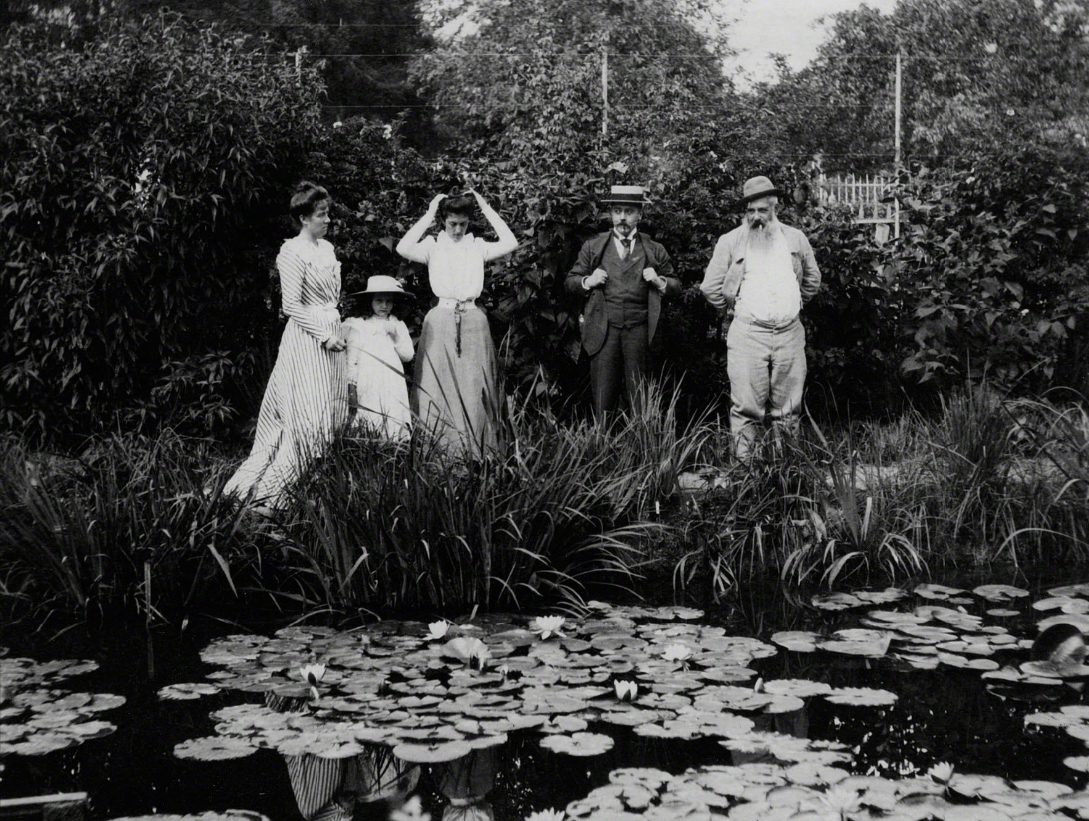

### Impresionisté
Umělecký a módní potenciál impresionismu poznal Paul již v roce 1870 a první velká výstava jejich prací se konala v jeho londýnské galerii v roce 1872. Nakonec Durand-Ruel pořádal výstavy impresionismu a dalších děl ve svých pařížských a londýnských galeriích, a to včetně prací jeho krajana, amerického malíře Jamese Abbotta McNeill Whistlera, který se sice narodil v Massachusetts, ale převážnou část života strávil ve Francii a Anglii. Během posledních tří desetiletí 19. století se Durand-Ruel stal nejznámějším obchodníkem s uměním a nejdůležitějším obchodním zastáncem francouzského impresionismu na světě. Podařilo se mu vytvořit trh pro impresionismus ve Spojených státech i v Evropě. Edgar Degas, Mary Cassatt, Édouard Manet, Claude Monet, Berthe Morisot, Camille Pissarro, Pierre-Auguste Renoir a Alfred Sisley patří k významným impresionistickým umělcům, které proslavil Durand-Ruel. Zastupoval i mnoho méně známých umělců, mimo jiné Maxime Dethomase nebo Hugues Merleho.
Část úspěchu impresionismu byla způsobena mezinárodní poptávkou. Durand-Ruel založil síť galerií a výstav v mnoha zemích s centry v Londýně, New Yorku a Berlíně. Pokud jde o otevřenost Američanů vůči impresionismu, Durand-Ruel kdysi řekl: „Americká veřejnost se nesměje. Nakupuje!“ „Bez Ameriky,“ řekl, „byl bych po finanční ztrátě ztracen, zničen po koupi tolika Monetů a Renoirů. Dvě výstavy v Americe v roce 1886 mě zachránily. Americká veřejnost nakupovala mírně. . . ale díky této veřejnosti bylo Monetovi a Renoirovi umožněno žít a poté Američany následovala i francouzská veřejnost.“

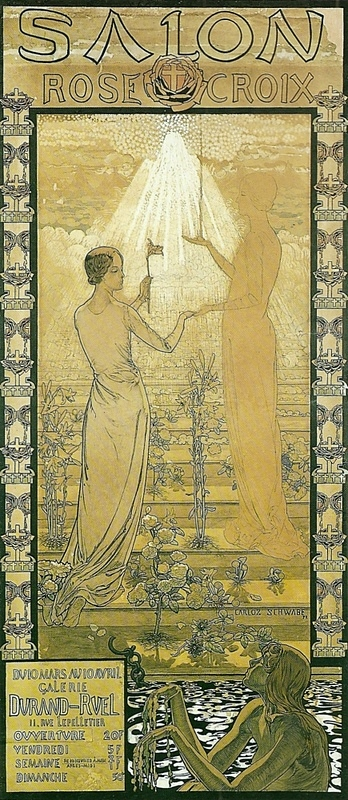
Origina plakátu k první rosenkruciánské výstavě, Galerie Durand Ruel, Paříž, rok 1892, autor Carlos Schwabe

### Londýn
Během francouzsko-pruské války v letech 1870–71 opustil Durand-Ruel Paříž a uprchl do Londýna, kde se setkal s řadou francouzských umělců, včetně Charlese-Françoise Daubignyho, Clauda Moneta a Camilla Pissarra. V prosinci 1870 zahájil první z deseti výročních výstav Společnosti francouzských umělců (Society of French Artists) ve své nové londýnské galerii na ulici 168. New Bond Street pod vedením Charlese Deschampse.

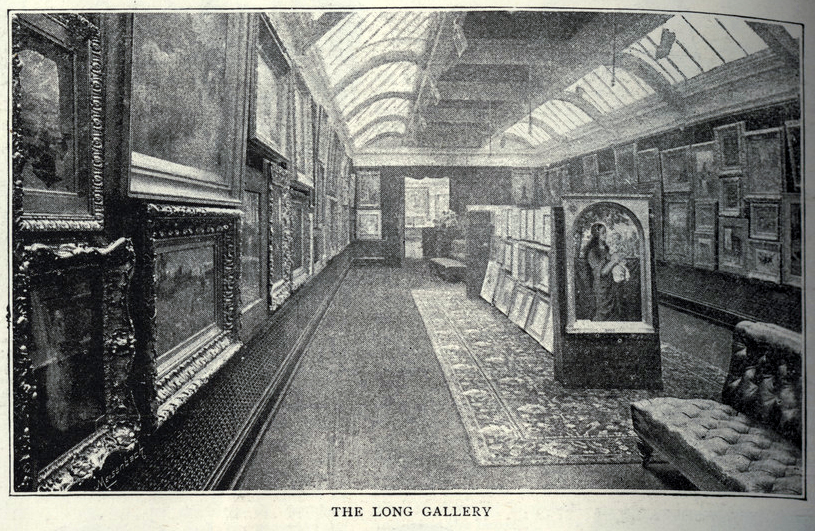
Hlavní sál The Grafton Galleries, 1905

V Londýně vytvořil Durand-Ruel mnoho nových strategií pro organizaci výstav umění, jako je tisk katalogu pro každou výstavu, účtování vstupného a strategické umisťování děl neznámých umělců vedle drahých obrazů už známých tvůrců aby se zvýšila jejich cena. Během této doby získal ikonické obrazy z počátku 19. století, jako je obraz Jacques-Louise Davida zvaný Maratova smrt a Delacroixova Smrt Sardanapala, aby je představil na svých výstavách a zvýšil tím publicitu.
Během této doby začal Durand-Ruel na svých výstavách představovat obrazy tehdy neznámého Moneta a Pissarra. Počínaje rokem 1872 zahájil velké nákupy impresionistických obrazů umělců, které se později staly známými. Durand-Ruel pořádal první londýnské výlučně impresionistické výstavy v letech 1882 a 1883. Tyto výstavy se ale ukázaly jako neúspěšné a téměř zruinovaly jeho galerii Durand-Ruel.
V roce 1905, když se Durand-Ruel vrátil do Londýna, předvedl rozsáhlou výstavu impresionistických obrazů pocházejících převážně z jeho soukromé sbírky. Galerie Grafton představila 315 obrazů od Maneta, Eugèna Boudina , Pissarra, Renoira a Moneta. Zatímco přehlídka poskytla pouze 13 přímých prodejů pro Durand-Ruel, vyvolala zájem mezi mezinárodními sběrateli umění o impresionismus.

### Amerika
Jeho obchodní jednání s Američany sahá až do 60. let 18. století, ale zpočátku bylo zaměřeno na krátkodobé akce, jako jsou výstavy v Bostonu a Filadelfii, stejně jako návštěvy klientů v Paříži. Durand-Ruel otevřel svou první stálou galerii ve Spojených státech v roce 1887. Podnik v New Yorku je považován za základní kámen úspěchu Duranda-Ruela v jeho propagaci impresionismu.
Durand-Ruel & Sons byl oficiální název jeho amerického podniku, ve kterém pracovali jeho synové Joseph, Charles a Georges až do roku 1893. Přes své syny tak Durand-Ruel byl trvale přítomen ve Spojených státech. Kromě stálé galerie v New Yorku organizoval mimo jiné výstavy v Bostonu, Filadelfii, Cincinnati, St. Louis a Chicagu. Rodinný americký podnik pokračoval v činnosti i po smrti Paula Durand-Ruela až do roku 1950.

### Německo
Podnikání Durand-Ruela v Německu přišlo brzy po jeho úspěchu ve Spojených státech. V roce 1883 uspořádalo Německo svou první výstavu impresionistů organizovanou za pomoci Durand-Ruela. S hlavním zaměřením na USA v 80. letech 19. století se přítomnost Paula Durand-Ruela v Německu uskutečnila pomocí německé uměleckého kritika Emila Heilbuta, který v letech 1880 až 1896 nakupoval a prodával mnoho obrazů. Jeho spojení s německým malířem Maxem Liebermannem vedlo k výstavám francouzského impresionismu v Drážďanech, Berlíně a Hamburku a byly zde ukázány i pozdější práce samotného Liebermanna.
Od roku 1899 se firma Durand-Ruel v Německu soustředila na Berlín, a to prostřednictvím spolupráce s německým obchodníkem s uměním Paulem Cassirerem, který tam provozoval stálou uměleckou galerii.

## Paul Durand-Ruel vizionář
Durand-Ruel byl průkopníkem v integraci volných trhů s uměním. Strategie Duranda-Ruela investovat do slibných děl i za cenu finančních potíží se řídila sedmi inovativními principy:
1. Ochrana a obhajoba umění nade vše
2. Výhradnost produkce umělců
3. Jednotlivé výstavy
4. Síť mezinárodních galerií
5. Volný přístup do svých galerií a do svého bytu
6. Propagace práce umělců prostřednictvím tisku
7. Spojit svět umění se světem financí[12]

Prostřednictvím těchto principů Durand-Ruel přeměnil trhy s uměním na tržní systém, kde jsou umělci finančně podporováni finančníky, na něž jejich práce zapůsobila. V letech 1891 až 1922 zakoupil Durand-Ruel téměř 12 000 obrazů. V roce 1920, ve věku 89 let, prohlásil:
„Nakonec impresionisté zvítězili, stejně jako generace z roku 1830. Mým šílenstvím byla moudrost. Když si pomyslím, že kdybych zemřel v šedesáti, byl bych mrtvý a zbaven dluhů, obklopen bohatstvím podceňovaných pokladů ... „

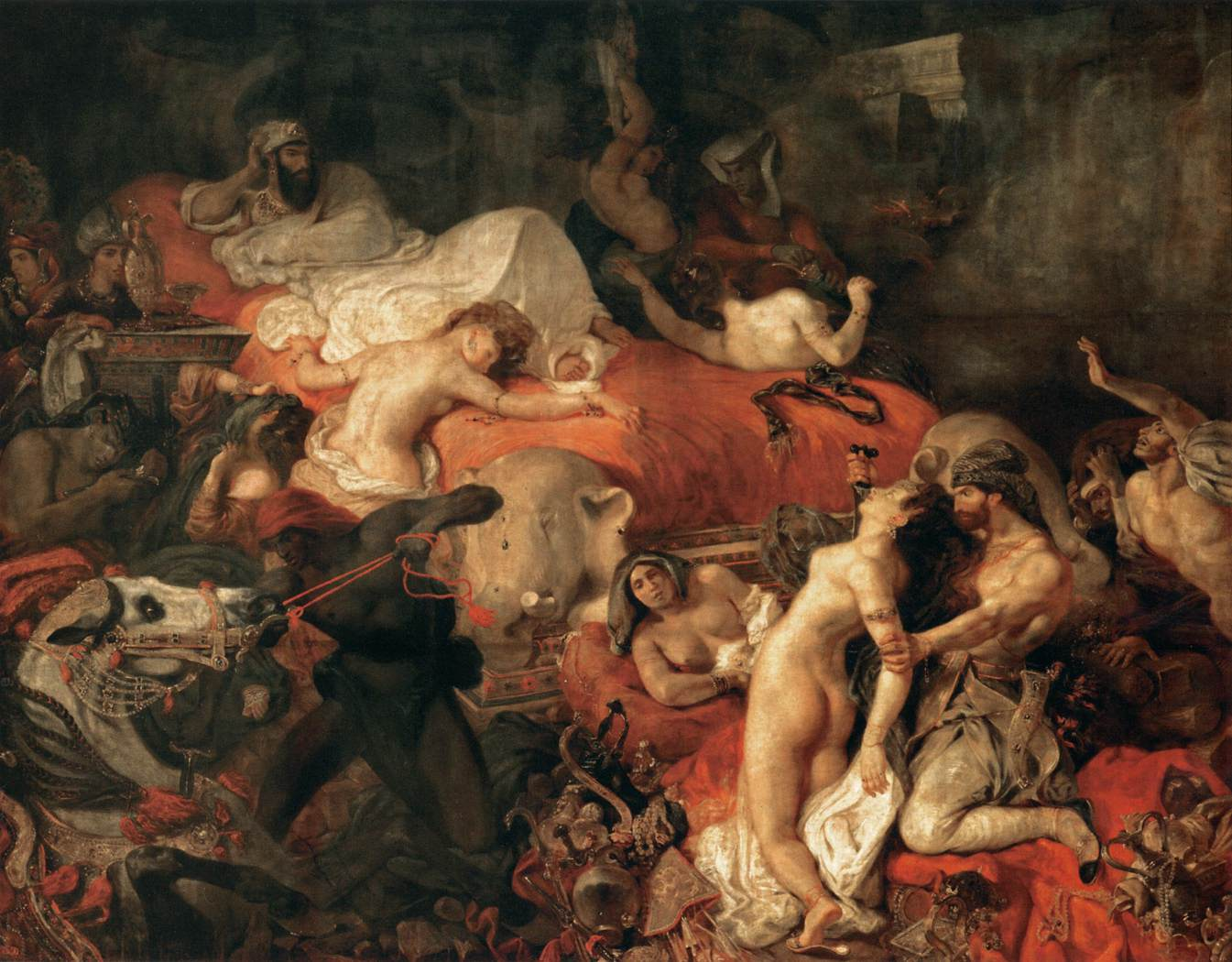
Smrt Sardanapala obraz Delacroix, uvedený na výstavě Daumier 17. dubna 1878. Právě práce Delacroixe poprvé zaujala Durand-Ruela v roce 1855 a inspirovala ho k obchodování s uměním.

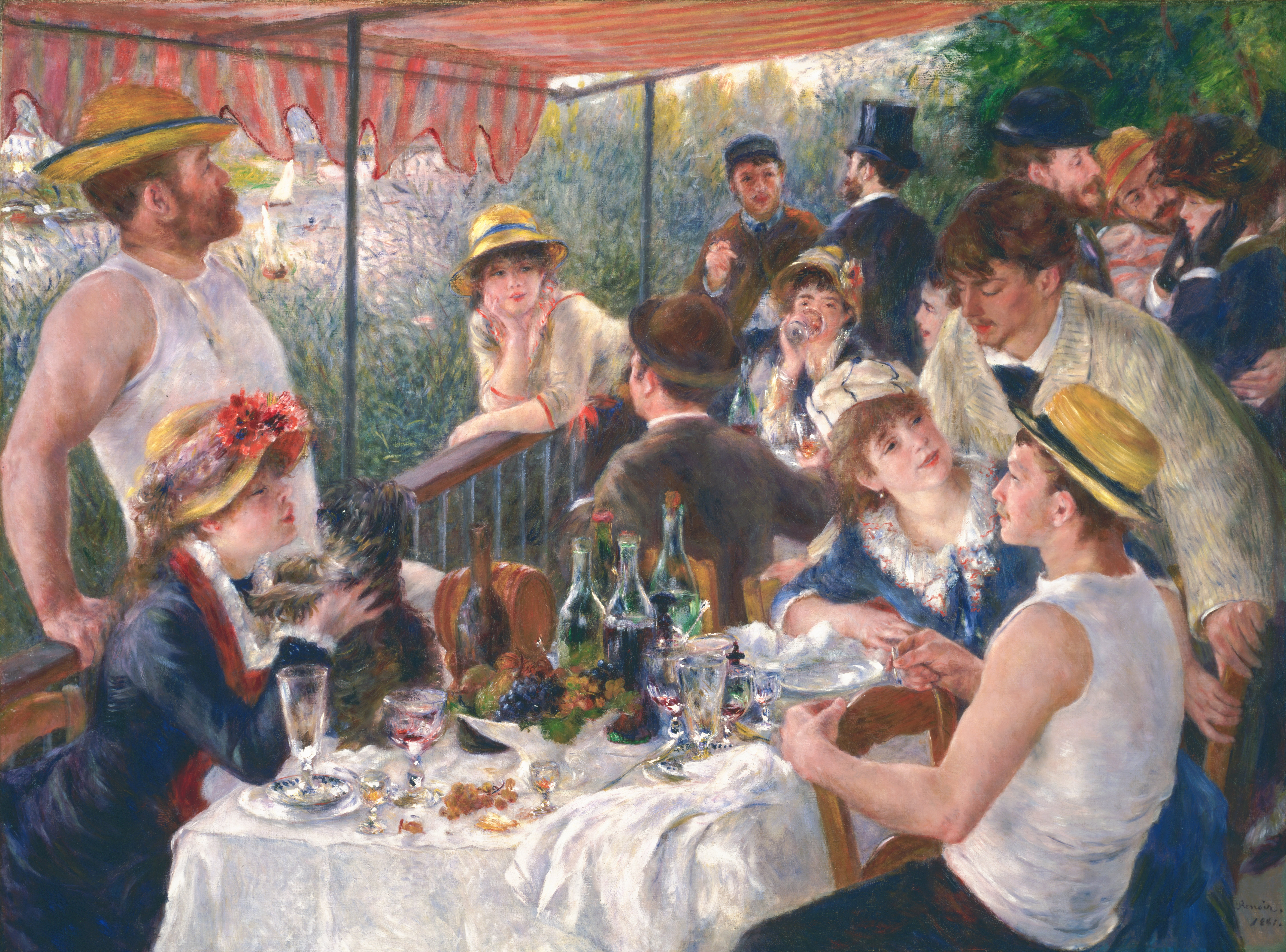
Snídaně veslařů, Auguste Renoir' obraz visel v bytě Duranda-Ruela, kde přijímal klienty a dával večeře v domácím prostředí

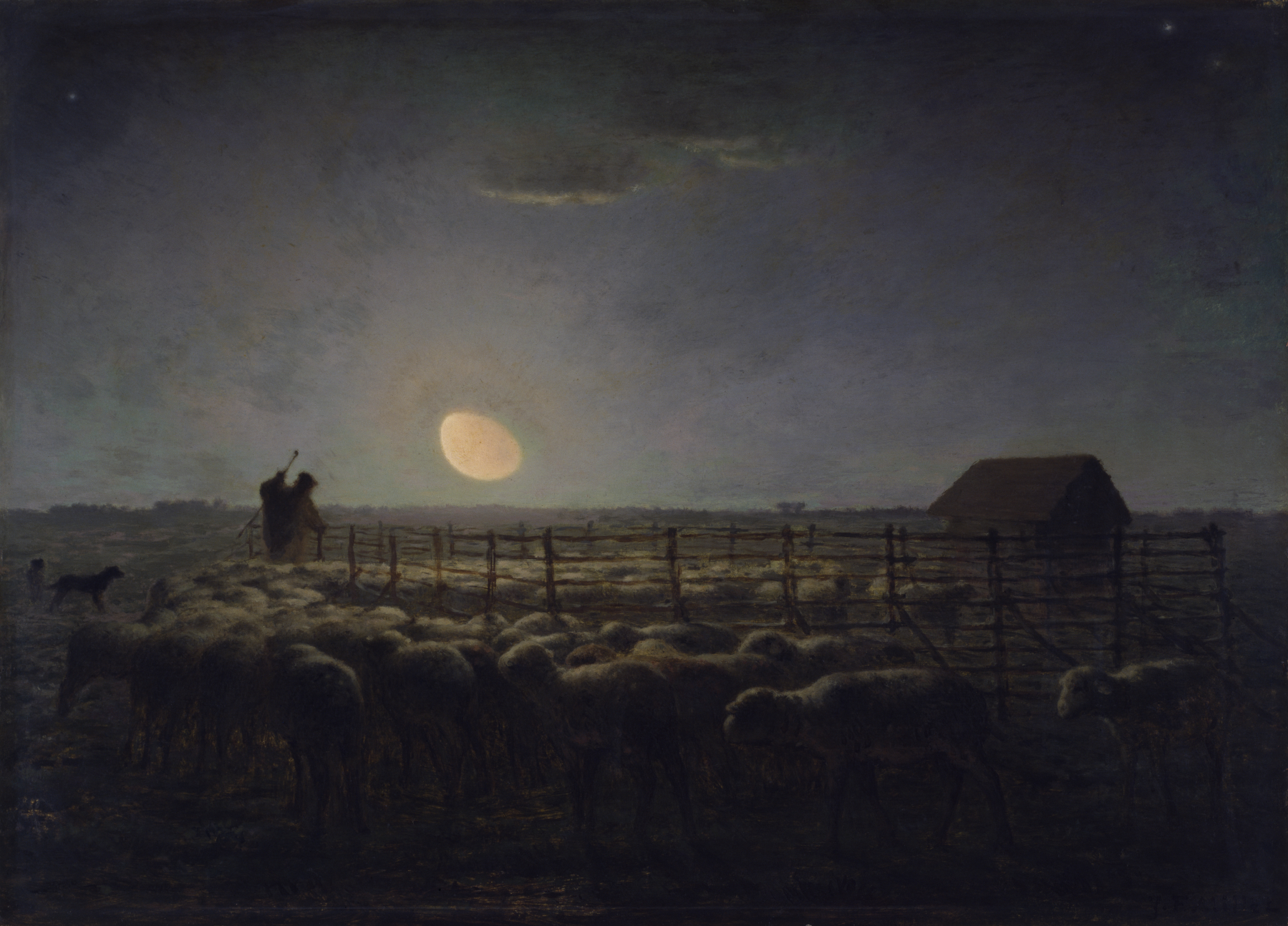
Ovčák v měsíční noci, Jean-François Millet, obraz koupil Durand-Ruel v roce 1872, věřil, že je to Milletovo mistrovské dílo.

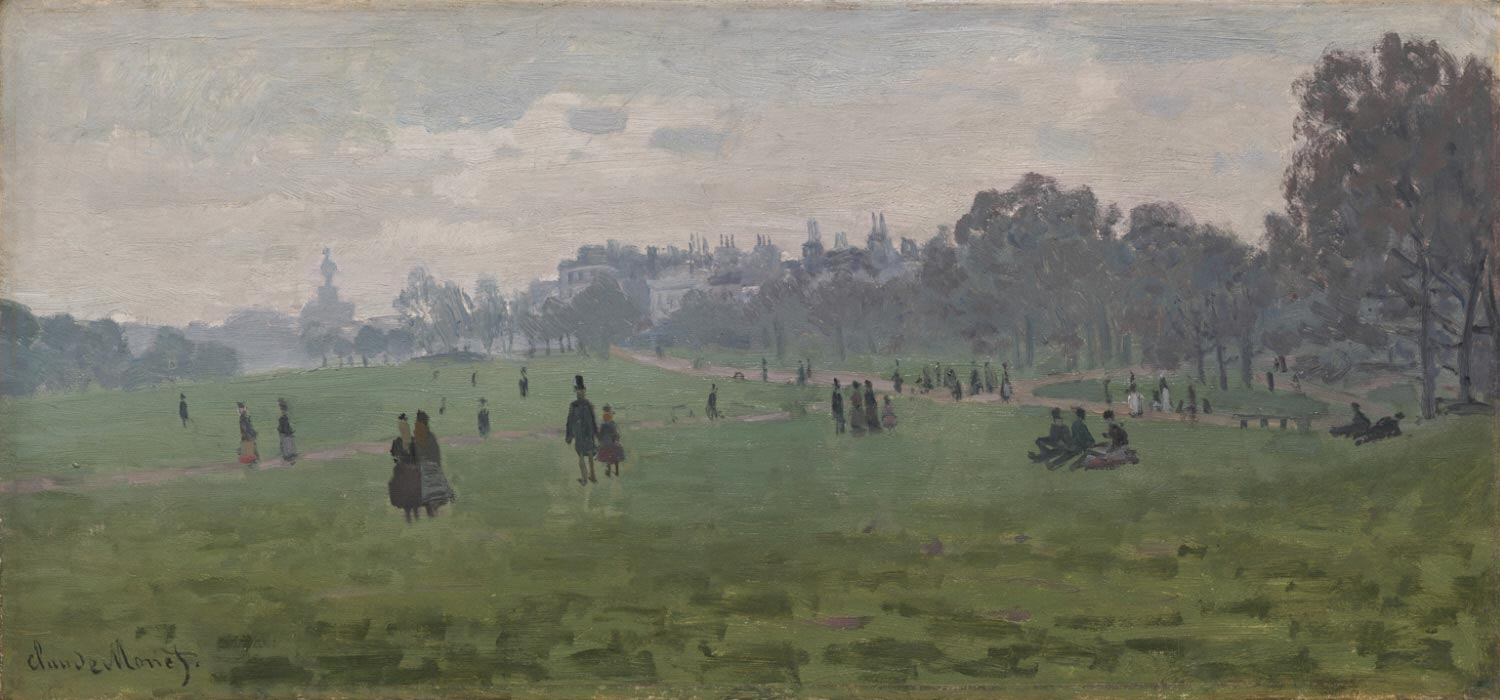
Green Park, Londýn, Claude Monet, první jeho obraz zakoupil Paul Durand-Ruel v roce 1872

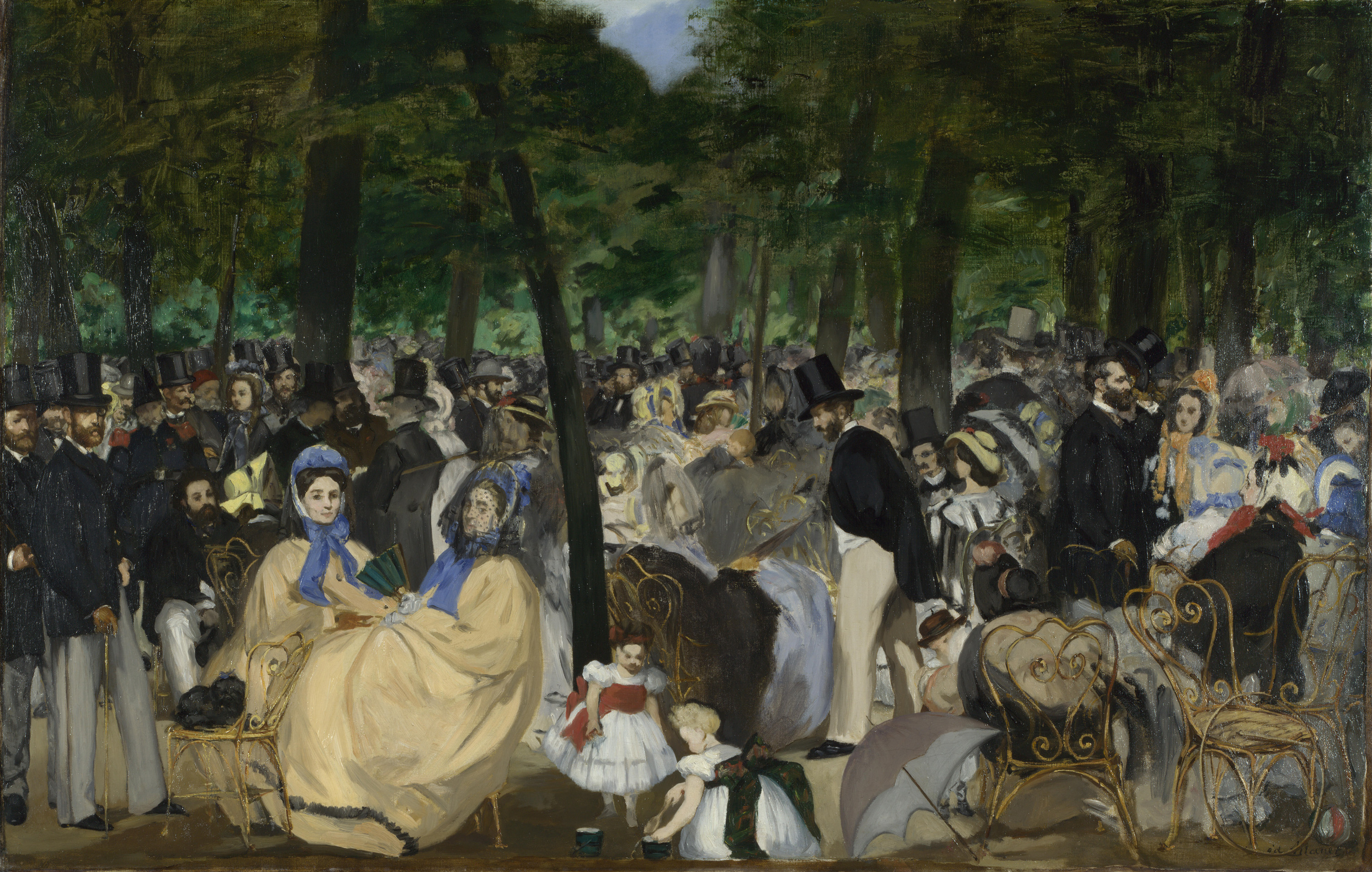
Koncert v Tuileriích Edouard Manet,nejvyhledávanější dílo koupil Durand-Ruel při návštěvě Manetova ateliéru v roce 1872. Později byl úspěšně vystaven v londýnské galerii Grafton Galleries.

## Počty prací
| Jméno                                     | narození/úmrtí | Hnutí                     | Počet děl spojených s Durand-Ruelem |
| ----------------------------------------- | -------------- | ------------------------- | ----------------------------------- |
| ANDRÉ, Albert                             | 1869–1954      | Postimpresionismus        |                                     |
| BARYE, Antoine-Louis                      | 1795–1895      | Sochařství                |                                     |
| BENASSIT, Émile                           | 1833–1902      | Žánrová malba             |                                     |
| BOUDIN, Eugène                            | 1824–1898      | Impresionismus            | ~400                                |
| BROWN, John-Lewis                         | 1829–1890      | Žánrová malba             |                                     |
| CAILLEBOTTE, Gustave                      | 1848–1894      | Realismus, Impresionismus |                                     |
| CASSATT, Mary                             | 1844–1926      | Impresionismus            | ~400                                |
| CEZANNE, Paul                             | 1839–1906      | Impresionismus            |                                     |
| COROT, Jean-Baptiste                      | 1796–1875      | Realismus                 | ~300                                |
| COURBET, Gustave                          | 1819–1877      | Realismus                 | >30                                 |
| DAUBIGNY, Charles-François                | 1817–1878      | Realismus                 |                                     |
| DAUMIER, Honoré                           | 1808–1879      | Realismus, Impresionismus |                                     |
| DEGAS, Edgar                              | 1834–1917      | Impresionismus            | ~400                                |
| DELACROIX, Eugène                         | 1798–1863      | Romantismus               | ~200                                |
| DIAZ DE LA PENA, Narcisse-Virgile         | 1807–1876      | Orientalismus             |                                     |
| DURENNE, Eugène-Antoine                   | 1860–1944      | Impresionismus            |                                     |
| EDZARD, Dietz                             | 1893–1963      | Impresionismus            |                                     |
| ESPAGNAT, Georges d’                      | 1870–1950      | Postimpresionismus        |                                     |
| FANTIN-LATOUR, Henri Théodore Jean Ignace | 1836–1904      | Impresionismus            |                                     |
| FORAIN, Jean-Louis                        | 1852–1931      | Impresionismus            |                                     |
| GAUGUIN, Paul                             | 1848–1903      | Impresionismus            |                                     |
| GUILLAUMIN, Jean-Baptiste-Armand          | 1841–1927      | Impresionismus            |                                     |
| HASSAM, Childe                            | 1859–1935      | Impresionismus            |                                     |
| HELLEU, Paul-César                        | 1859–1927      | Postimpresionismus        |                                     |
| HOSCHEDE-MONET, Blanche                   | 1865–1947      | Impresionismus            |                                     |
| HUGUET, Victor-Pierre                     | 1835–1902      | Orientalismus             |                                     |
| JONGKIND, Johan ou Jean-Barthold          | 1819–1891      | Impresionismus            |                                     |
| KHMELUK, Vassyl                           | 1903–1986      | Postimpresionismus        |                                     |
| LEPINE, Stanislas-Victor-Edouard          | 1835–1892      | Impresionismus            |                                     |
| LOISEAU, Gustave                          | 1865–1935      | Postimpresionismus        |                                     |
| MANET, Edouard                            | 1832–1883      | Realismus, Impresionismus | ~200                                |
| MAUFRA, Maxime, Maxime-Emile-Louis        | 1861–1918      | Impresionismus            |                                     |
| MILLET, Jean François                     | 1814–1875      | Realismus                 | >61                                 |
| MONET, Claude                             | 1840–1926      | Impresionismus            | ~1000                               |
| MORET, Henry                              | 1856–1913      | Impresionismus            |                                     |
| MORISOT, Berthe                           | 1841–1895      | Impresionismus            |                                     |
| PISSARRO, Camille                         | 1830–1903      | Impresionismus            | ~800                                |
| PUVIS DE CHAVANNES, Pierre                | 1824–1898      | Symbolismus               |                                     |
| REDON, Odilon                             | 1840–1916      | Postimpresionismus        |                                     |
| RENOIR, Pierre-Auguste                    | 1841–1919      | Impresionismus            | ~1500                               |
| RODIN, August                             | 1840–1917      | Sochařství                |                                     |
| ROUSSEAU, Théodore                        | 1812–1867      | Realismus, Romantismus    | ~100                                |
| SISLEY, Alfred                            | 1839–1899      | Impresionismus            | ~400                                |
| TOULOUSE-LAUTREC, Henri de                | 1864–1901      | Postimpresionismus        |                                     |
| VALTAT, Louis                             | 1869–1952      | Fauvismus                 |                                     |
| VIGNON, Victor-Alfred-Paul                | 1847–1909      | Impresionismus            |                                     |
| ZANDOMENEGHI, Federico                    | 1841–1917      | Impresionismus            |                                     |
| ZIEM, Félix-François-Georges-Philibert    | 1821–1911      | Orientalismus             |                                     |